# Lithocarpus
Genre
Classification phylogénétique

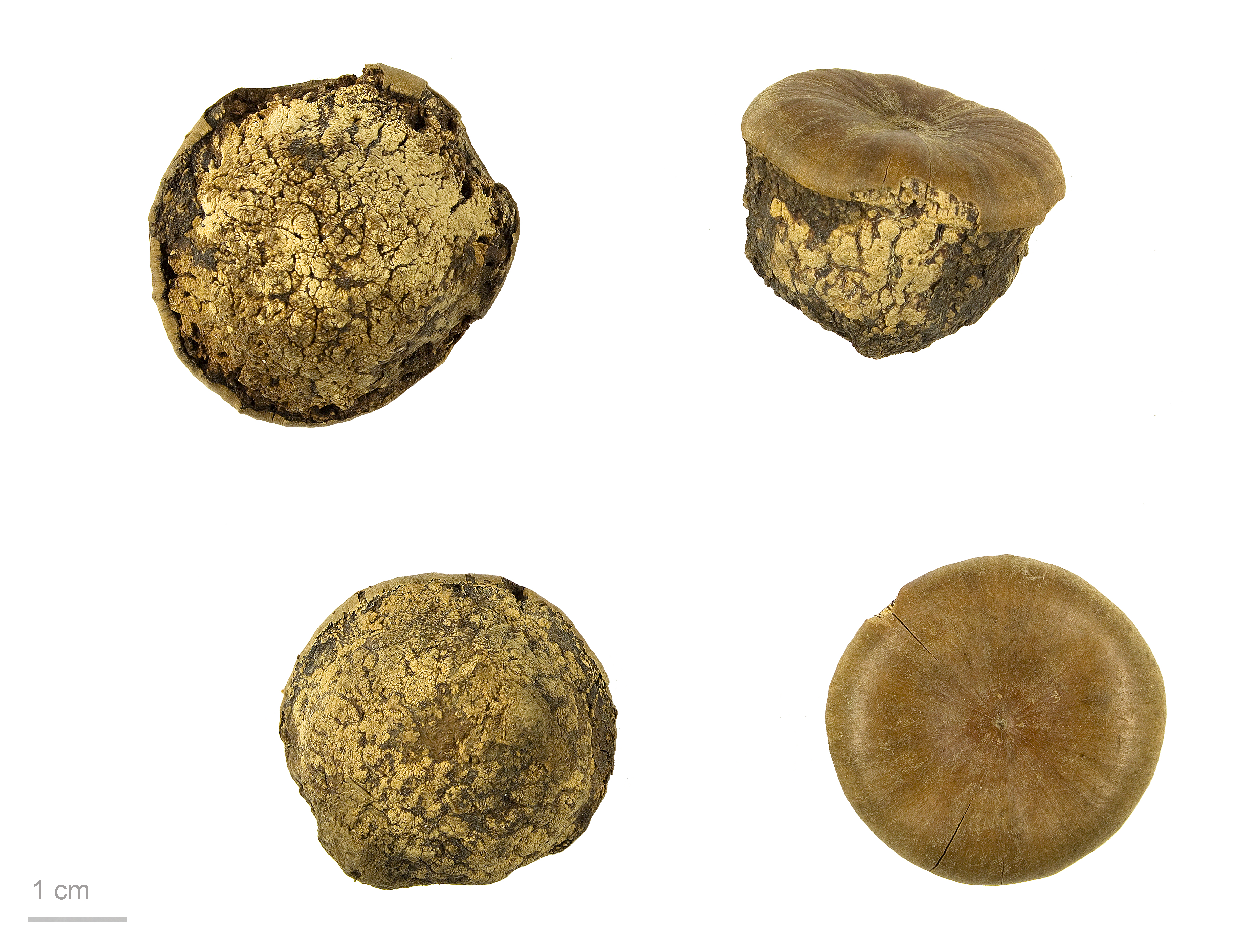
Lithocarpus sp. - muséum de Toulouse.

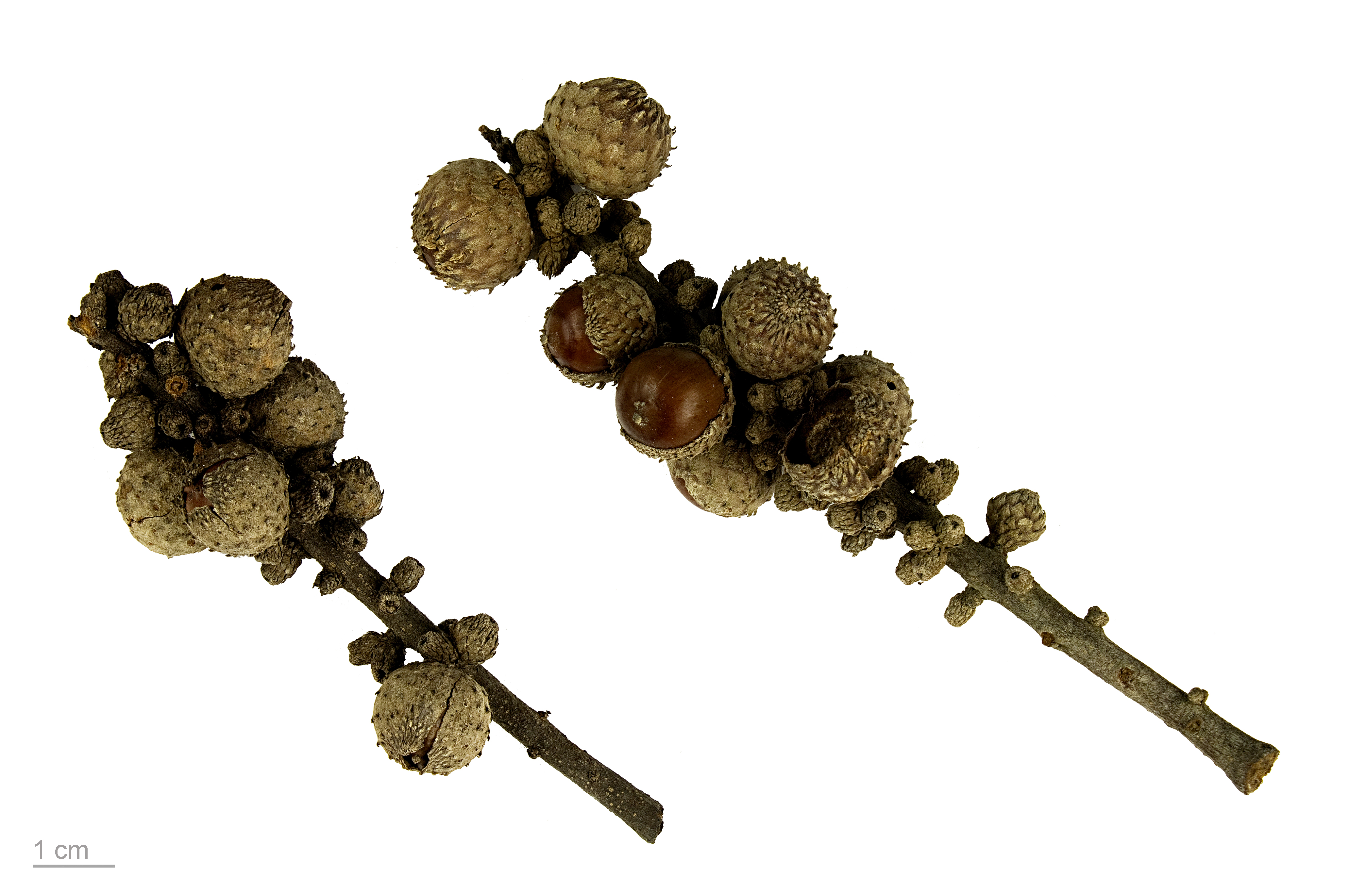
Lithocarpus sp. - muséum de Toulouse.

Lithocarpus est un genre d'arbres de la famille des Fagaceae (comme les hêtres ou les chênes). Ses espèces sont appelées lithocarpes ou chênes à tan.
Ce genre se différencie du genre Quercus par ses épis floraux mâles érigés.
On dénombre 334 espèces. Presque toutes les espèces sont originaires de l'Est et du Sud-Est de l'Asie; la seule exception, Lithocarpus densiflorus (chêne à tan), étant originaire de l'Ouest de l'Amérique du Nord, dans le Sud-Ouest de l'Oregon et en Californie.
Bien que normalement incluse dans le genre Lithocarpus, des études génétiques récentes indiquent que l'espèce nord-américaine n'est qu'un parent éloigné des espèces asiatiques; il serait sans doute préférable de le transférer dans son propre genre.
Ce sont des arbres à feuilles persistantes coriaces, disposées de façon alternée, avec le bord du limbe qui peut être denté ou entier. Les fruits sont très similaires aux glands des chênes, mais avec une coque lignifiée très dure (d'où le nom du genre, du grec lithos, pierre, + carpos, fruit; fruit pétrifié). La graine est comestible chez certaines espèces (comme Lithocarpus edulis), mais immangeable, et très amère, chez d'autres (comme Lithocarpus densiflorus).
Plusieurs espèces sont utilisées comme arbres ornementaux dans les parcs et les grands jardins dans les régions subtropicales et tempérées chaudes.

## Liste d'espèces
- Lithocarpus bennettii (Miq.) Rehder
- Lithocarpus blumeanus (Korth.) Rehder
- Lithocarpus brevicaudatus (Skan) Hayata
- Lithocarpus cleistocarpus (Seemen) Rehder & E.H.Wilson
- Lithocarpus corneus (Lour.) Rehder
- Lithocarpus densiflorus (Hook. & Arn.) Rehder
- Lithocarpus edulis (Makino) Nakai
- Lithocarpus fenestratus (Roxb.) Rehder
- Lithocarpus glaber (Thunb.) Nakai
- Lithocarpus hancei (Benth.) Rehder
- Lithocarpus henryi (Seemen) Rehder & E.H.Wilson
- Lithocarpus indutus (Blume) Rehder
- Lithocarpus konishii (Hayata) Hayata
- Lithocarpus korthalsii (Endl.) Soepadmo
- Lithocarpus lepidocarpus (Hayata) Hayata
- Lithocarpus lindleyanus (Wall. ex A.DC.) A.Camus
- Lithocarpus pachyphyllus (Kurz) Rehder
- Lithocarpus polystachyus (Wall. ex A.DC.) Rehder
- Lithocarpus pseudomoluccus (Blume) Rehder
- Lithocarpus sootepensis (Craib) A.Camus
- Lithocarpus sundaicus (Blume) Rehder
- Lithocarpus thomsonii (Miq.) Rehder
- Lithocarpus truncatus (King ex Hook.f.) Rehder & E.H.Wilson